# Camchaya kampotensis
Camchaya kampotensis là một loài thực vật có hoa trong họ Cúc. Loài này được Gagnep. mô tả khoa học đầu tiên năm 1920.